# Sultan Rachmanow

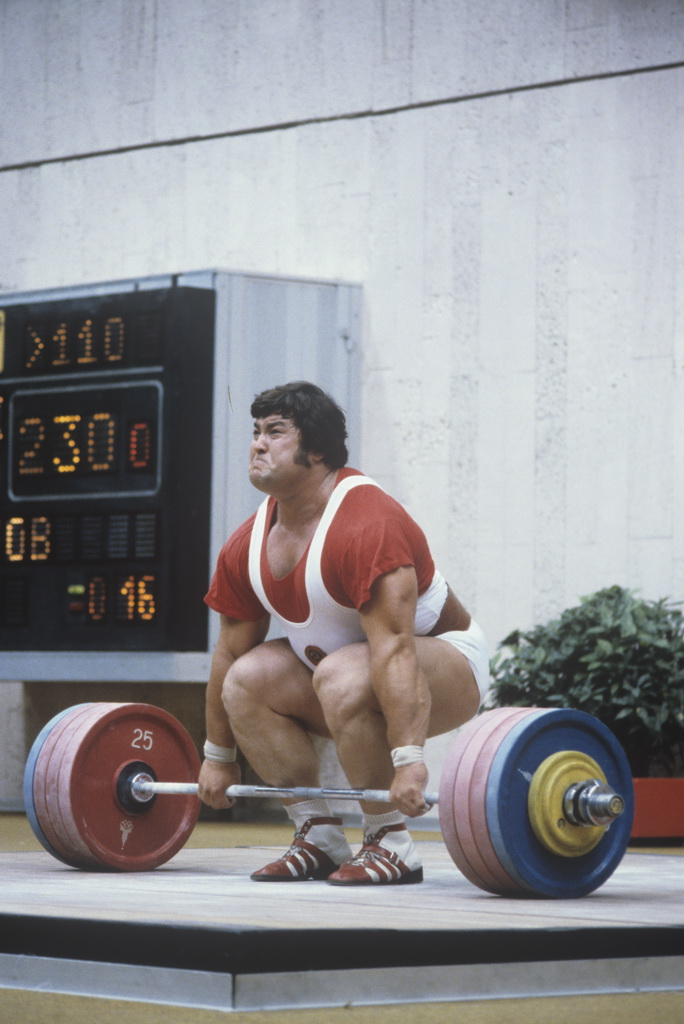
Sultan Rachmanow, 1980

Sultan Saburowitsch Rachmanow (russisch Султан Сабурович Рахманов; * 6. Juli 1950 in Turtkul, Karakalpakistan; † 5. Mai 2003 in Dnipropetrowsk, Ukraine) war ein sowjetischer Gewichtheber. Er war Olympiasieger 1980 und Weltmeister 1979 im Superschwergewicht.

## Werdegang
Sultan Rachmanow kam schon in jungen Jahren nach Dnipropetrowsk und begann dort mit dem Gewichtheben. Beim Sportverein Avangard Dnipropetrowsk wurde Eduard Browko sein Trainer, der ihn in langer Arbeit in die Weltspitze führte. Zum ersten Male erschien er 1973 bei einem wichtigen Wettkampf in der Siegerliste, als er bei der sowjetischen Juniorenmeisterschaft (U 23) im Superschwergewicht mit 352,5 kg im Zweikampf den 2. Platz belegte.
Bis zum ersten Medaillengewinn bei einer sowjetischen Meisterschaft der Senioren dauerte es dann noch bis zum Jahre 1976. In diesem Jahr wurde er im Superschwergewicht mit 420 kg (185 kg Reißen und 235 kg Stoßen) hinter Wassili Alexejew, 435 kg und Walentin Kuzmin, 422,5 kg, dritter Sieger. Bei den Pokalwettkämpfen der sowjetischen Gewichtheber gegen Ende des Jahres 1976 in Swerdlowsk steigerte er seine Zweikampfleistung auf 432,5 kg (192,5–240) und belegte damit hinter Aslanbek Jenaldijew, der 435 kg erzielte, den 2. Platz.
Im Jahre 1977 stagnierte Sultan Rachmanow. Er fehlte bei der sowjetischen Meisterschaft und erzielte bei einem Gewichtheber-Turnier in Opole mit 422,5 kg (187,5–235) sein bestes Zweikampfresultat des Jahres. 1977 startete er auch erstmals in Deutschland. Er siegte dabei beim Großen Preis von Berlin (Ost) mit 412,5 kg (182,5–230) klar vor Gerd Bonk, DDR, der nur auf 380 kg kam.
1978 siegte Sultan Rachmanow bei der sowjetischen Meisterschaft im Superschwergewicht mit 430 kg (192,5–237,5) und löste damit Wassili Alexejew als besten sowjetischen Heber in der Superschwergewichtklasse ab. Er wurde daraufhin auch bei der Weltmeisterschaft 1978 in Gettysburg eingesetzt. Dort zeigte er allerdings Nerven, denn er kam bei weitem nicht an seine Leistung bei der sowjetischen Meisterschaft heran und musste sich mit 417,5 kg (187,5–230) dem viel leichteren Deutschen Jürgen Heuser, der auch auf 417,5 kg kam, geschlagen geben.
Zu Beginn des Jahres 1979 erzielte Sultan Rachmanow beim Turnier der Freundschaft in Leningrad 435 kg (195–240) und siegte damit klar vor Anatoli Pisarenko, UdSSR, 390 kg und Jan Nagy, CSSR, 375 kg. Die sowjetische Meisterschaft 1979 sah ihn mit 420 kg zum zweiten Mal vor Aslanbek Jenaldijew, der 410 kg erzielte, als Sieger. Auf der internationalen Gewichtheberbühne folgte für ihn jedoch ein großer Rückschlag, als er bei der Europameisterschaft dieses Jahres in Warna im Stoßen drei Fehlversuche zu verzeichnen hatte und damit im Zweikampf unplatziert blieb.
Überraschenderweise hielt der sowjetische Gewichtheber-Verband jedoch an ihm fest und entsandte ihn auch zur Weltmeisterschaft 1979 nach Saloniki. Dort siegte er mit 430 kg (192,5–237,5) vor den beiden Deutschen Jürgen Heuser, 420 kg und Gerd Bonk, 412,5 kg.
1980 konzentrierte sich Sultan Rachmanow zunächst auf die Europameisterschaft in Belgrad und gewann dort mit 430 kg (190–240) den Titel im Zweikampf des Superschwergewichtes vor Eugen Popow, Bulgarien, 417,5 kg und Gerd Bonk, 407,5 kg. Sein Hauptaugenmerk lag aber auf den Olympischen Spielen 1980 in Moskau. Dort ging er sehr gut vorbereitet an den Start und erzielte mit 440 kg (195–245) eine neue persönliche Bestleistung, die ihm die Goldmedaille vor Jürgen Heuser, 410 kg und dem Polen Tadeusz Rutkowski, 407,5 kg, einbrachte.
Im Jahre 1981 wurde Sultan Rachmanow noch einmal sowjetischer Meister und erzielte dabei mit 440 kg (195–245) im Zweikampf wieder eine hervorragende Leistung. Er siegte damit vor Aslanbek Jenaldijew, 435 kg (185–250) und Leon Kaplun, 410 kg. Bei den folgenden internationalen Meisterschaften wurde aber nicht mehr er, sondern der neue Gewichtheberstar Anatoli Pisarenko eingesetzt. Die Laufbahn von Sultan Rachmanow als Gewichtheber war damit zu Ende. Er hatte als Wettkämpfer bei einer Größe von 1,88 Metern zwischen 145 kg und 150 kg gewogen. In seiner Laufbahn waren besonders die Duelle bemerkenswert, die er sich mit den beiden deutschen Gewichthebern Gerd Bonk und Jürgen Heuser lieferte.
Nach seiner Karriere als aktiver Gewichtheber engagierte sich Sultan Rachmanow als Präsident einer internationalen Association der Invaliden und Veteranen des Sports und war außerdem viele Jahre lang Präsident der Aikido-Föderation der Ukraine. Er erkrankte jedoch bald schwer und starb im Alter von 53 Jahren an den Folgen eines Herzinfarktes.

## Internationale Erfolge
(OS = Olympische Spiele, WM = Weltmeisterschaft, EM = Europameisterschaft, SS = Superschwergewicht, über 110 kg Körpergewicht)
- 1976, 1. Platz, Baltic-Cup in Lahti/Finnland, SS, mit 415 kg (192,5–222,5), vor Walentin Kuzmin, UdSSR, 375 kg u. Taisto Haara, Finnland, 360 kg;
- 1976, 2. Platz, Pokalturnier in Swerdlowsk, SS, 432,5 kg (192,5–240), hinter Aslanbek Jenaldijew, 435 kg (187,5–247,5) u. vor Powaga, 422,5 (180–242,5), bde. UdSSR;
- 1977, 1. Platz, Großer Preis von Berlin (Ost), SS, mit 412,5 kg (182,5–230), vor Gerd Bonk, DDR, 380 kg u. Gartschew, Bulgarien, 350 kg;
- 1977, 1. Platz, IV. Zgondek-Memorial in Opole, SS, mit 422, kg (187,5–235);
- 1977, 2. Platz, Pokalturnier in Rjasan, SS, mit 405 kg (182,5–222,5), hinter Powaga, 410 kg u. vor Okorokow, 402,5 kg, bde. UdSSR;
- 1978, 1. Platz, Baltic Cup in Wolfsburg, SS, mit 420 kg (190–230), vor Gerd Bonk, DDR, 400 kg;
- 1978, 2. Platz, WM in Gettysburg, SS, mit 417,5 kg (187,5–230), hinter Jürgen Heuser, DDR, (185–232,5) u. vor Gerd Bonk, 410 kg (175–235);
- 1978, 2. Platz, Turnier in Las Vegas, SS, mit 410 kg (180–230), hinter Wassili Alexejew, 412,5 kg (180–232,5);
- 1979, 1. Platz, Turnier der Freundschaft in Leningrad, SS, 435 kg (195–240), vor Anatoli Pisarenko, UdSSR, 390 kg u. Jan Nagy, CSSR, 375 kg;
- 1979, unpl., EM in Warna, nach 3 Fehlversuchen im Stoßen, SS; Sieger: Gerd Bonk, 427,5 kg (185–242,5), vor Jürgen Heuser, 422,5 kg (180–242,5);
- 1979, 1. Platz, WM in Saloniki, SS, mit 430 kg (192,5–237,5), vor Jürgen Heuser, 420 kg (187,5–232,5) u. Gerd Bonk, 412,5 kg;
- 1980, 1. Platz, EM in Belgrad, SS, mit 430 kg (190–240), vor Eugen Popow, Bulgarien, 417,5 kg u. Gerd Bonk, 407,5 kg;
- 1980, Goldmedaille, OS in Moskau, SS, mit 440 kg (195–245), vor Jürgen Heuser, 410 kg und Tadeusz Rutkowski, Polen, 407,5 kg

## WM-Einzelmedaillen
- WM-Goldmedaillen: 1978/Reißen, 1979/Reißen, 1979/Stoßen, 1980/Reißen, 1980/Stoßen.
- WM-Bronzemedaille: 1978/Stoßen.

## EM-Einzelmedaillen
- EM-Goldmedaillen: 1979/Reißen, 1980/Reißen, 1980/Stoßen.

## UdSSR-Meisterschaften
- 1976, 3. Platz, SS, mit 420 kg (185–235), hinter Wassili Alexejew, 435 kg u. Walentin Kuzmin, 422,5 kg;
- 1978, 1. Platz, SS, mit 430 kg (192,5–237,5), vor Powaga, 412,5 kg u. Walentin Kuszmin, 410 kg;
- 1979, 1. Platz, SS, mit 420 kg (185–235), vor Aslanbek Jenaldijew, 410 kg u. Wladimir Martschuk, 397,5 kg;
- 1981, 1. Platz, SS, mit 440 kg (195–245), vor Aslanbek Jenaldijew, 435 kg (185–250) u. Leon Kaplun, 410 kg.

## Weltrekorde
- 1978 in Kiew, 200,5 kg im Reißen;
- 1981 in Donezk, 201 kg im Reißen.